# Метью Фокс
Метью Чендлер Фокс (англ. Matthew Chandler Fox; нар. 14 липня 1966, Абінгтон, штат Пенсільванія) — відомий американський актор, який здобув всесвітню популярність за роль Джека Шепарда в телесеріалі «Загублені».

## Біографія
Метью Чендлер Фокс народився 14 липня 1966 року в Абінгтоні, штат Пенсільванія, згодом його сім'я переїхала до Кровгарту, штат Вайомінг.
Там його батьки жили на фермі, розводили коней, велику рогату худобу, вирощували ячмінь для пива марки «Coors».
Після закінчення школи Метью поступив в академію Deerfield в Массачусетсі, а пізніше перевівся в Колумбійський університет, де вивчав економіку і грав у футбольній команді. Там він познайомився з дівчиною, у якої мати працювала модельним агентом і порадила йому спробувати себе в рекламі. Він спробував і залишив економіку заради акторської кар'єри. Два роки провчившись в школі кіно і телебачення в Нью-Йорку, Метью переїхав в Лос-Анджелес.

## Кар'єра
Після закінчення Колумбійського університету для додаткового заробітку почав виступати як фотомодель, а в 1992 році дебютував на телебаченні в серіалі «Крила», де знявся тільки в одному епізоді. Наступна роль у фільмі Хлопець з того світу принесла йому вже невелику популярність і відкрила дорогу далі. Але головним чином Метью став відомим завдяки ролям в серіалах «Нас п'ятеро» і «Той, що розмовляє з привидами». Після цих двох успішних проектів, Фокс два роки знімався переважно в ролях другого плану, доки в 2004 році не пішов на проби на одну з головних ролей в серіалі Загублені. З 2004 року і по 2010 рік, Метью приділяв велику частину часу цьому серіалу.
Спочатку він пробувався на роль Соєра, але в підсумку отримав роль Джека Шепарда. Після неї він здобув світову славу. До речі персонаж Метью Фокса мав загинути після пілотної серії, але згодом його вирішили залишити живим.

## Особисте життя
З 1991 року одружений з Маргаріт Рончі, має двох дітей — дочку Кайл Еллісон (1998 р.н.) і сина Байрона (2001 р.н.). Фокс — фанат американского футболу, вболіває за Філадельфія Іглс НФЛ.

## Фільмографія
| Рік       |    | Українська назва                 | Оригінальна назва         | Роль                                  |
| --------- | -- | -------------------------------- | ------------------------- | ------------------------------------- |
| 1992      | с  | Крила                            | Wings                     | Тай Уорнер                            |
| 1992      | с  | —                                | Freshman Dorm             | Денні Фоулі                           |
| 1993      | ф  | Хлопець з того світу             | My Boyfriend's Back       | Бак Ван Паттен                        |
| 1993      | с  | —                                | CBS Schoolbreak Special   | Чарлі Диверсія                        |
| 1994—2000 | с  | Нас п'ятеро                      | Party of Five             | Чарлі Селінджер                       |
| 1995      | с  | Божевільне телебачення           | MADtv                     | Чарлі Селінджер                       |
| 1999      | ф  | Під маскою                       | Behind the Mask           | Джеймс Джонс                          |
| 2002      | с  | Той що говорить з привидами      | Haunted                   | Френк Тейлор                          |
| 2003      | кф | -                                | A Token for Your Thoughts | рок-зірка                             |
| 2004—2010 | с  | Загублені                        | Lost                      | Джек Шепард                           |
| 2006      | с  | Суботнім вечором в прямому ефірі | Saturday Night Live       | Бред                                  |
| 2006      | ф  | Ми — одна команда                | We Are Marshall           | Ред Доусон                            |
| 2007      | ф  | Козирні тузи                     | Smokin 'Aces              | начальник служби безпеки готелю Білл  |
| 2008      | ф  | Точка обстрілу                   | Vantage Point             | Кент Тейлор                           |
| 2008      | ф  | Спіді Гонщик                     | Speed Racer               | Гонщик Ікс                            |
| 2012      | ф  | Я, Алекс Кросс                   | I, Alex Cross             | Меттью «М'ясник» Салліван / «Пікассо» |
| 2012      | ф  | Імператор                        | Emperor                   | генерал Боннер Феллерс                |
| 2013      | ф  | Всесвітня війна Z                | World War Z               | парашутист                            |
| 2015      | ф  | Кістяний томагавк                | Bone Tomahawk             | Джон Брудер                           |
| 2015      | ф  | Вимирання                        | Extinction                | Патрік Торнтон                        |